# Ashleigh Moolman-Pasio
Ashleigh Moolman-Pasio (Pretoria, 9 de diciembre de 1985) es una ciclista profesional sudafricana. 
Siendo amateur obtuvo el segundo puesto en el Campeonato de Sudáfrica en Ruta 2009 por lo que en 2010 debutó como profesional en el Lotto, equipo que históricamente ha ido incorporando a las mejores corredoras sudafricanas. Su primera victoria fuera de África no la consiguió hasta 2012 obteniendo la victoria de una etapa en el Tour Cycliste Féminin International de l'Ardèche donde además fue segunda en la general (puesto que ya consiguió en 2011); a pesar de esas pocas victorias destaca por su regularidad clasificándose cinco veces entre las diez primeras del Giro de Italia Femenino y otras dos veces entre las tres primeras de la Flecha Valona Femenina entre otros puestos destacados.

## Palmarés

### Ruta
2009 (como amateur)
- 2.ª en el Campeonato de Sudáfrica en Ruta

2011
- 2.ª en el Campeonato de Sudáfrica Contrarreloj
- 2.ª en el Campeonato Africano Contrarreloj
- Campeonato Africano en Ruta

2012
- 2.ª en el Campeonato de Sudáfrica Contrarreloj
- Campeonato de Sudáfrica en Ruta
- 1 etapa del Tour de Free State
- 1 etapa del Tour Cycliste Féminin International de l'Ardèche
- Campeonato Africano Contrarreloj
- Campeonato Africano en Ruta

2013
- Campeonato de Sudáfrica Contrarreloj
- Campeonato de Sudáfrica en Ruta
- Boels Rental Hills Classic
- Campeonato Africano Contrarreloj
- Campeonato Africano en Ruta

2014
- Campeonato de Sudáfrica Contrarreloj
- Campeonato de Sudáfrica en Ruta

2015
- Campeonato de Sudáfrica Contrarreloj
- Campeonato de Sudáfrica en Ruta
- Campeonato Africano Contrarreloj
- Campeonato Africano en Ruta
- Auensteiner Radsporttage, más 1 etapa
- 94.7 Cycle Challenge

2016
- Auensteiner Radsporttage, más 1 etapa
- Premondiale Giro Toscana Int. Femminile-Memorial Michela Fanini, más 2 etapas

2017
- Campeonato de Sudáfrica Contrarreloj
- 3.ª en el Campeonato de Sudáfrica en Ruta
- 1 etapa del Festival Elsy Jacobs
- Emakumeen Euskal Bira, más 1 etapa
- La Classique Morbihan
- Gran Premio de Plumelec-Morbihan
- Premondiale Giro Toscana Int. Femminile-Memorial Michela Fanini, más 1 etapa
- Telkom 947 Cycle Challenge

2018
- La Classique Morbihan
- Gran Premio de Plumelec-Morbihan
- 2.ª en el Giro de Italia Femenino

2019
- Campeonato de Sudáfrica en Ruta
- Emakumeen Nafarroako Klasikoa
- Juegos Panafricanos Contrarreloj

2020
- Campeonato de Sudáfrica Contrarreloj
- Campeonato de Sudáfrica en Ruta

2021
- 2.ª en el Giro de Italia Femenino, más 1 etapa

2022
- Tour de Romandía, más 1 etapa

2023
- 1 etapa de la Setmana Ciclista Valenciana
- Durango-Durango Emakumeen Saria
- 1 etapa del Tour Internacional de los Pirineos

2024
- 2.ª en el Campeonato Africano Contrarreloj
- Campeonato Africano en Ruta

### E-Sports
2020
- Campeonato Mundial E-Sports

## Resultados en Grandes Vueltas y Campeonatos del Mundo
Durante su carrera deportiva ha conseguido los siguientes puestos en las Grandes Vueltas femeninas y en los Campeonatos del Mundo en carretera:
| Carrera              | Carrera              | 2010 | 2011 | 2012 | 2013 | 2014 | 2015 | 2016 | 2017 | 2018 | 2019 | 2020 | 2021 | 2022 | 2023 | 2024 |
| -------------------- | -------------------- | ---- | ---- | ---- | ---- | ---- | ---- | ---- | ---- | ---- | ---- | ---- | ---- | ---- | ---- | ---- |
|                      | Giro de Italia       | 17.ª | 13.ª | 10.ª | 8.ª  | 13.ª | 4.ª  | —    | Ab.  | 2.ª  | 4.ª  | 6.ª  | 2.ª  | —    | —    | —    |
|                      | Tour de l'Aude       | —    | X    | X    | X    | X    | X    | X    | X    | X    | X    | X    | X    | X    | X    | X    |
|                      | Tour de Francia      | X    | X    | X    | X    | X    | X    | X    | X    | X    | X    | X    | X    | Ab.  | 6.ª  | —    |
| Mundial en Ruta      | Mundial en Ruta      | —    | 23.ª | 12.ª | 22.ª | 20.ª | 14.ª | 26.ª | Ab.  | 17.ª | 8.ª  | 56.ª | 11.ª | 11.ª | 15.ª | 36.ª |
| Mundial Contrarreloj | Mundial Contrarreloj | —    | 30.ª | —    | —    | —    | —    | 18.ª | 7.ª  | —    | 32.ª | —    | —    | 16.ª | —    | —    |

—: no participa
Ab.: abandono

X: ediciones no celebradas

## Equipos
- Toyota Cycling Team (amateur) (2008-2009)
- Lotto (2010-2013)
  - Lotto Ladies Team (2010)
  - Lotto Honda Team (2011)
  - Lotto Belisol Ladies (2012-2013)
- Hitec Products-UCK (2014)
- Cervélo-Bigla (2015-2018)
- CCC-Liv (2019-2020)
- Team SD Worx (2021-2022)
- AG Insurance-Soudal Quick-Step (2023-)